# Aroa melaxantha
Aroa melaxantha är en fjärilsart som beskrevs av Walker 1865. Aroa melaxantha ingår i släktet Aroa och familjen tofsspinnare. Inga underarter finns listade i Catalogue of Life.